# Delivered Ex Quay
Pour les articles homonymes, voir DEQ.
DEQ, abréviation de Delivered Ex Quay, est un ancien terme normalisé qui sert à définir les droits et devoirs des acheteurs et vendeurs participant à des échanges internationaux et nationaux de marchandise (Incoterm). Il a fait partie du premier jeu d'Incoterms® défini en 1936. Après quelques suspensions, il a été supprimé au 1er janvier 2011 lors du passage aux Incoterms® 2010 de la Chambre de commerce internationale.
Le terme était utilisé exclusivement pour les transports maritimes. Sa mention dans un contrat de vente signifiait que le transfert de risques du vendeur à l'acheteur s'effectuait quand la marchandise avait été déchargée au port de destination  Il ne différait de l'Incoterms® DES (transfert de risques quand le bateau arrive au port de destination, et que les marchandises sont disponibles pour leur débarquement) que par la responsabilité du déchargement.
La mention devait préciser le nom du port : « DEQ Bordeaux », par exemple.